# Frédéric VI de Hesse-Hombourg
Pour les articles homonymes, voir Frédéric VI.
Frédéric VI (30 juillet 1769, Hombourg – 2 avril 1829, Hombourg) est landgrave de Hesse-Hombourg de 1820 à sa mort.

## Biographie
Frédéric VI est le fils aîné du landgrave Frédéric V de Hesse-Hombourg et de Caroline de Hesse-Darmstadt. Avec son frère Louis-Guillaume, il reçoit une éducation humaniste et religieuse. Tous deux firent leurs études à Genève. À neuf ans, Frédéric VI est nommé capitaine d'infanterie dans l'armée impériale russe.
Frédéric combat en Hongrie dans les rangs de l'armée autrichienne lors de la guerre austro-turque. Il est décoré de l'ordre militaire de Marie-Thérèse et devient commandant d'un régiment de chevaux-légers. En 1792, il sert en Bavière au grade de lieutenant lors de la  guerre de la Première Coalition. En 1794, il est promu au grade de colonel des chevaux-légers du prince de Modène (de) et sert en Galicie. En 1797, il est nommé commandant général, puis en 1800 maréchal de camp.
Durant la guerre de la Troisième Coalition, il participe sous les ordres du général Mack à la bataille d'Elchingen où il est fait prisonnier en défendant le pont sur le Danube. Il prend ensuite part aux batailles d'Essling et de Wagram, puis en 1813 comme général de cavalerie à celles de Dresde, puis de Leipzig où il est grièvement blessé. Durant la campagne de France, il commande l'armée de la vallée du Rhône, prenant Dijon puis Lyon.
En 1814, au cours d'un bal donné à la cour de George III du Royaume-Uni, Frédéric fait la connaissance de la troisième fille du roi, Élisabeth. Le mariage a lieu le 7 avril 1818 à Londres. Les deux époux sont âgés de 49 ans pour lui et de 48 ans pour elle. Ils n'ont pas d'enfants.
Frédéric accède au trône du landgraviat de Hesse-Hombourg à la mort de son père en 1820. Il a 51 ans. Il meurt neuf ans plus tard et est inhumé dans la crypte du château de Hombourg. Son frère Louis-Guillaume lui succède.